# Алессио, Юлий
Юлий Алессио (итал. Giulio Alessio; 13 мая 1853, Падуя — 19 декабря 1940, там же) — итальянский экономист и государственный деятель.
Был профессором государственных финансов и финансового права в городе Падуе.
Член парламента с 1897 года, сначала от партии «Крайне левая», затем от Итальянской радикальной партии. Занимал высокие государственные посты. Алессио был заместителем по финансам в Министерстве Соннино (1906), вице-президентом палаты (1913-1919), министром почт и телеграфов (1919), министром промышленности и торговли (1920-1921), министром юстиции (1921).
Юлий Алессио был убеждённым антифашистом. В 1925 году Алессио был одним из тех, кто подписал «Манифест антифашистской интеллигенции» («Manifesto degli intellettuali antifascisti») Бенедетто Кроче опубликованный в либеральной итальянской газете «Il mondo» в ответ на «Манифест фашистской интеллигенции» («Manifesto degli intellettuali fascisti») группы интеллигентов, физиков, музыкантов во главе с Дж. Джентиле, в котором сотрудничающие с фашистским правительством обвинялись в предательстве идеалов итальянского Рисорджименто.
Юлий Алессио скончался 19 декабря 1940 года.